# John Hogan
John Hogan (Tallow, 14 ottobre 1800 – Dublino, 27 marzo 1858) è stato uno scultore irlandese.
Nasce a Tallow in Irlanda nel 1800 e la sua carriera di scultore inizia con lo studio dei calchi in gesso dei marmi Vaticani. Si stabilisce a Roma nel 1824 ed è profondamente influenzato dal neoclassicismo di Antonio Canova e Bertel Thorvaldsen. Sempre a Roma sposa Beatrice Bevignani il 10 novembre 1837 nella chiesa di Santa Maria del Popolo. Nel 1848 si stabilisce definitivamente a Dublino dove muore nel 1858. Scultore religioso e neoclassico, fu molto influenzato da John Gibson.